# 福慶公主 (宋)
福慶公主（ふくけいこうしゅ、1094年 - 1096年）は、北宋の哲宗の長女。

## 経歴
皇后孟氏（元祐皇后）の娘として紹聖元年（1094年）春に生まれた。哲宗からは愛された。紹聖3年（1096年）2月に福慶公主の位を授けられた。
同年、公主は病気になった。公主の看病の際、孟皇后は符を持ち、皇后の姉が持ち込んだもので道教で用いられている治病符水であると哲宗に告げた。符の皇宮への無断の持ち込みは禁物であったが、哲宗は「これもまた人の情の常だ」と言って、許可した。それから、孟皇后は哲宗の前で符を焼かせた。その後しばらくして、皇宮で呪詛が行われたという噂が起こった。その直後、公主の枕元に冥銭が置かれているのが発見された。孟皇后は怒り、婕妤劉氏の呪詛を疑った。まもなく、皇后の養母（聴宣夫人燕氏）と近侍の尼と皇后の供奉官の3名が皇后に対して呪詛を行っているという事実が発覚した。
同年9月に公主は死去し、邠国公主の位を追贈された。孟氏はその後まもなく（9月29日）廃された。
建中靖国元年（1100年）、叔父の徽宗により鄧国公主の位を再追贈された。政和4年12月（西暦で1115年）、洵美帝姫の位を再追贈された。

## 逸話
- 朱彧の『萍洲可談』には、孟皇后の父の孟在に関する逸話が記されている。紹聖元年、孟在は衆人の前で「皇后は出産する際、太子を渇望していたが、公主が生まれた」と言って、長歎息した。それに対して朱彧の父の朱服は家族に「孟在は富貴を長く続けられるまい」と言った。

## 伝記資料
- 『皇宋十朝綱要』
- 『皇長女封福慶公主制』紹聖2年2月11日